# Amadeo
Amadeo (Bayan ng Amadeo) är en kommun i Filippinerna. Kommunen ligger på ön Luzon, och tillhör provinsen Cavite. Folkmängden uppgår till 33 457 invånare.

## Barangayer
Amadeo är indelat i 26 barangayer.
| - Banaybanay - Bucal - Dagatan - Halang - Loma - Maitim I - Maymangga - Minantok Kanluran - Pangil - Balubo (Pob.) - Barangay X (Pob.) - Barangay XI (Pob.) - Baruso Barangay XII(Pob.) - Barangay Pogi(Pob.) | - Barangay II (Pob.) - Barangay III (Pob.) - Barangay IV (Pob.) - Bantayan (Pob.) - Barangay VI (Pob.) - Barangay VII (Pob.) - Barangay VIII (Pob.) - Barangay IX (Pob.) - Salaban - Talon - Barangay Lundag - Tamacan - Buho - Minantok Silangan |